# Општина Халпа де Мендез (Табаско)
Халпа де Мендез (шп. Jalpa de Méndez) општина је у Мексику у савезној држави Табаско. Општина се налази на надморској висини од 3 м.

## Становништво
Према подацима из 2010. у општини је живело 83356 становника.

### Хронологија
| Година       | 2000                  | 2005                  | 2010                  |
| ------------ | --------------------- | --------------------- | --------------------- |
| Становништво | 68746 (34292 / 34454) | 72969 (36270 / 36699) | 83356 (41362 / 41994) |

### Попис
| \| \| м \| \| \| ж \| \| 0—2 \| 2.705 \| \| \| 2.650 \| \| 3—5 \| 2.729 \| \| \| 2.675 \| \| 6—11 \| 5.364 \| \| \| 5.138 \| \| 12—14 \| 2.557 \| \| \| 2.461 \| \| 15—17 \| 2.572 \| \| \| 2.573 \| \| 18—24 \| 5.628 \| \| \| 5.807 \| \| 60+ \| 3.133 \| \| \| 3.234 \| \| Просек : \| 27,6 \| \| \| 28,1 \| |       |  |  |       |
| |       |  |  |       |
| | м     |  |  | ж     |
| 0—2 | 2.705 |  |  | 2.650 |
| 3—5 | 2.729 |  |  | 2.675 |
| 6—11 | 5.364 |  |  | 5.138 |
| 12—14 | 2.557 |  |  | 2.461 |
| 15—17 | 2.572 |  |  | 2.573 |
| 18—24 | 5.628 |  |  | 5.807 |
| 60+ | 3.133 |  |  | 3.234 |
| Просек : | 27,6  |  |  | 28,1  |

| #   | Индикатор                                                                                        | Вредност |
| --- | ------------------------------------------------------------------------------------------------ | -------- |
| 1   | Становништво од 0 до 2 године                                                                    | 5355     |
| 2   | Мушко становништво од 0 до 2 године                                                              | 2705     |
| 3   | Женско становништво од 0 до 2 године                                                             | 2650     |
| 4   | Становништво са 3 и више година                                                                  | 77666    |
| 5   | Мушко становништво са 3 и више година                                                            | 38490    |
| 6   | Женско становништво са 3 и више година                                                           | 39176    |
| 7   | Становништво са 5 и више година                                                                  | 73988    |
| 8   | Мушко становништво са 5 и више година                                                            | 36595    |
| 9   | Женско становништво са 5 и више година                                                           | 37393    |
| 10  | Становништво са 12 и више година                                                                 | 61760    |
| 11  | Мушко становништво са 12 и више година                                                           | 30397    |
| 12  | Женско становништво са 12 и више година                                                          | 31363    |
| 13  | Становништво са 15 и више година                                                                 | 56742    |
| 14  | Мушко становништво са 15 и више година                                                           | 27840    |
| 15  | Женско становништво са 15 и више година                                                          | 28902    |
| 16  | Становништво са 18 и више година                                                                 | 51597    |
| 17  | Мушко становништво са 18 и више година                                                           | 25268    |
| 18  | Женско становништво са 18 и више година                                                          | 26329    |
| 19  | Становништво од 3 до 5 година                                                                    | 5404     |
| 20  | Мушко становништво од 3 до 5 година                                                              | 2729     |
| 21  | Женско становништво од 3 до 5 година                                                             | 2675     |
| 22  | Становништво од 6 до 11 година                                                                   | 10502    |
| 23  | Мушко становништво од 6 до 11 година                                                             | 5364     |
| 24  | Женско становништво од 6 до 11 година                                                            | 5138     |
| 25  | Становништво од 8 до 14 година                                                                   | 11964    |
| 26  | Мушко становништво од 8 до 14 година                                                             | 6146     |
| 27  | Женско становништво од 8 до 14 година                                                            | 5818     |
| 28  | Становништво од 12 до 14 година                                                                  | 5018     |
| 29  | Мушко становништво од 12 до 14 година                                                            | 2557     |
| 30  | Женско становништво од 12 до 14 година                                                           | 2461     |
| 31  | Становништво од 15 до 17 година                                                                  | 5145     |
| 32  | Мушко становништво од 15 до 17 година                                                            | 2572     |
| 33  | Женско становништво од 15 до 17 година                                                           | 2573     |
| 34  | Становништво од 18 до 24 године                                                                  | 11435    |
| 35  | Мушко становништво од 18 до 24 године                                                            | 5628     |
| 36  | Женско становништво од 18 до 24 године                                                           | 5807     |
| 37  | Женско становништво од 15 до 49 година                                                           | 22828    |
| 38  | Становништво са 60 и више година                                                                 | 6367     |
| 39  | Мушко становништво са 60 и више година                                                           | 3133     |
| 40  | Женско становништво са 60 и више година                                                          | 3234     |
| 41  | Однос између мушкараца и жена                                                                    | 98.5     |
| 42  | Становништво од нуле до 14 година                                                                | 26279    |
| 43  | Становништво од 15 до 64 године                                                                  | 52182    |
| 44  | Становништво од 65 година и више                                                                 | 4560     |
| 45  | Просечан број деце                                                                               | 2.57     |
| 46  | Становништво рођено у ентитету                                                                   | 81022    |
| 47  | Мушко становништво рођено у ентитету                                                             | 40174    |
| 48  | Женско становништво рођено у ентитету                                                            | 40848    |
| 49  | Становништво рођено у другом ентитету                                                            | 1820     |
| 50  | Мушко становништво рођено у другом ентитету                                                      | 933      |
| 51  | Женско становништво рођено у другом ентитету                                                     | 887      |
| 52  | Становништво од 5 година и више резидентно у ентитету у јуну 2005. године                        | 73077    |
| 53  | Мушко становништво старосног доба од 5 година и више, резидентно у ентитету у јуну 2005. године  | 36086    |
| 54  | Женско становништво старосног доба од 5 и више година, резидентно у ентитету у јуну 2005. године | 36991    |
| 55  | Становништво од 5 година и више које је живело у другом ентитету у јуну 2005. године             | 498      |
| 56  | Мушко становништво старије од 5 година које је живело у другом ентитету у јуну 2005. године      | 271      |
| 57  | Женско становништво старије од 5 година које је живело у другом ентитету у јуну 2005. године     | 227      |
| 58  | Становништво од 3 године и више које говори аутохтони језик                                      | 484      |
| 59  | Мушко становништво старо 3 године и више које говори аутохтони језик                             | 274      |
| 60  | Женско становништво старо 3 године и више које говори аутохтони језик                            | 210      |
| 61  | Становништво од 3 године и више које говори аутохтони језик и не говори шпански језик            | 0        |
| 62  | Мушко становништво старо 3 године и више које говори аутохтони језик и не говори шпански         | 0        |
| 63  | Женско становништво старо 3 године и више које говори аутохтони језик и не говори шпански језик  | 0        |
| 64  | Становништво старо 3 године и више које говори аутохтони језик и шпански                         | 396      |
| 65  | Мушко становништво старо 3 године и више које говори аутохтони језик и шпански                   | 226      |
| 66  | Женско становништво старо 3 године и више које говори аутохтони језик и шпански                  | 170      |
| 67  | Становништво од 5 година и више које говори аутохтони језик                                      | 482      |
| 68  | Становништво од 5 година и више које говори аутохтони језик и не говори шпански језик            | 0        |
| 69  | Становништво од 5 година и више које говори аутохтони језик и говори шпански језик               | 396      |
| 70  | Становништво у домородачким домаћинствима                                                        | 1227     |
| 71  | Становништво са ограничењима у активностима                                                      | 4134     |
| 72  | Становништво са ограниченим ходањем или кретањем, горе или доле                                  | 1931     |
| 73  | Становници са ограничењима вида, чак и уз кориштење сочива                                       | 1414     |
| 74  | Становништво са ограничењима говора, комуникације или конверзације                               | 396      |
| 75  | Становништво са ограниченим слухом                                                               | 363      |
| 76  | Становништво са ограничењима при одевању, купању или јелу                                        | 142      |
| 77  | Становништво са ограничењима у опажању или учењу једноставних ствари                             | 162      |
| 78  | Становништво са менталним ограничењима                                                           | 451      |
| 79  | Становништво без ограничења активности                                                           | 78543    |
| 80  | Становништво од 3 до 5 година које не похађа школу                                               | 1985     |
| 81  | Мушко становништво од 3 до 5 година које не похађа школу                                         | 1051     |
| 82  | Женско становништво од 3 до 5 година које не похађа школу                                        | 934      |
| 83  | Становништво од 6 до 11 година које не похађа школу                                              | 204      |
| 84  | Мушко становништво од 6 до 11 година које не похађа школу                                        | 99       |
| 85  | Женско становништво од 6 до 11 година које не похађа школу                                       | 105      |
| 86  | Становништво од 12 до 14 година које не похађа школу                                             | 248      |
| 87  | Мушко становништво од 12 до 14 година које не похађа школу                                       | 123      |
| 88  | Женско становништво од 12 до 14 година које не похађа школу                                      | 125      |
| 89  | Становништво од 15 до 17 година похађа школу                                                     | 3964     |
| 90  | Мушко становништво од 15 до 17 година похађа школу                                               | 1984     |
| 91  | Женско становништво између 15 и 17 година живота у школи                                         | 1980     |
| 92  | Становништво од 18 до 24 године похађа школу                                                     | 3282     |
| 93  | Мушко становништво од 18 до 24 године похађа школу                                               | 1716     |
| 94  | Женско становништво од 18 до 24 године похађа школу                                              | 1566     |
| 95  | Становништво од 8 до 14 година које не може да чита и пише                                       | 558      |
| 96  | Мушко становништво старосног доба од 8 до 14 година које не може да чита и пише                  | 338      |
| 97  | Женско становништво старосног доби од 8 до 14 година које не може да чита и пише                 | 220      |
| 98  | Становништво од 15 година и више које је неписмено                                               | 4277     |
| 99  | Мушко становништво од 15 година и више које је неписмено                                         | 1643     |
| 100 | Женско становништво од 15 година и више које је неписмено                                        | 2634     |
| 101 | Становништво старо 15 и више година без школовања                                                | 3082     |
| 102 | Мушко становништво старо 15 и више година без школовања                                          | 1182     |
| 103 | Женско становништво старо 15 и више година без школовања                                         | 1900     |
| 104 | Становништво старосног доба 15 и више година са непотпуним основним образовањем                  | 9057     |
| 105 | Мушко становништво старосног доба од 15 година и више са непотпуном основним образовањем         | 4240     |
| 106 | Женско становништво старосног доба 15 и више година са непотпуном основним образовањем           | 4817     |
| 107 | Становништво старо 15 и више година са комплетним основним образовањем                           | 7259     |
| 108 | Мушко становништво старо 15 година и више са комплетним основним образовањем                     | 3266     |
| 109 | Женско становништво старо 15 и више година са комплетним основним образовањем                    | 3993     |
| 110 | Становништво старосног доба 15 и више година са непотпуним средњим образовањем                   | 2130     |
| 111 | Мушко становништво старосног доба од 15 година и више са непотпуним средњим образовањем          | 1172     |
| 112 | Женско становништво старосног доба од 15 година и више са непотпуним средњим образовањем         | 958      |
| 113 | Становништво старо 15 и више година са пуним секундарном образовањем                             | 14787    |
| 114 | Мушко становништво старосног доба од 15 година и више са пуним секундарном образовањем           | 7607     |
| 115 | Женско становништво старосног доба од 15 година и више са пуним секундарном образовањем          | 7180     |
| 116 | Становништво старије од 18 година са постосновним образовањем                                    | 18331    |
| 117 | Мушко становништво старије од 18 година са постосновним образовањем                              | 9436     |
| 118 | Женско становништво старије од 18 година са постосновним образовањем                             | 8895     |
| 119 | Просечна оцена школовања                                                                         | 8.56     |
| 120 | Просечан ниво образовања мушке популације                                                        | 8.81     |
| 121 | Просечан ниво образовања женског становништва                                                    | 8.32     |
| 122 | Економски активно становништво                                                                   | 28198    |
| 123 | Економски активна мушка популација                                                               | 21961    |
| 124 | Економски активна женска популација                                                              | 6237     |
| 125 | Становништво које није економски активно                                                         | 33231    |
| 126 | Мушко становништво које није економски активно                                                   | 8212     |
| 127 | Женско становништво које није економски активно                                                  | 25019    |
| 128 | Запослено становништво                                                                           | 26316    |
| 129 | Запослено мушко становништво                                                                     | 20330    |
| 130 | Запослено женско становништво                                                                    | 5986     |
| 131 | Незапослена популација                                                                           | 1882     |
| 132 | Незапослена мушка популација                                                                     | 1631     |
| 133 | Незапослена женска популација                                                                    | 251      |
| 134 | Становништво без права на здравствене услуге                                                     | 23326    |
| 135 | Становништво које има право на здравствене услуге                                                | 59556    |
| 136 | Становништво које има право на ИМСС                                                              | 6014     |
| 137 | Становништво које има право на социјално осигурање                                               | 4649     |
| 138 | Становништво које има право на државно социјално осигурање                                       | 3656     |
| 139 | Становништво које има право на опште осигурање или здравствено осигурање за нову генерацију      | 38239    |
| 140 | Становништво које је било једном или није било у браку током 12 година и више                    | 21128    |
| 141 | Венчано или уједињено становништво од 12 година и више                                           | 35087    |
| 142 | Становништво које је било у браку или уједињено 12 година и више                                 | 5474     |
| 143 | Становништво са католичком религијом                                                             | 65402    |
| 144 | Протестанти, еванђелисти и библијски следбеници различити од еванђелиста                         | 13458    |
| 145 | Становништво са другим религијама различитим од претходних                                       | 62       |
| 146 | Становништво без религије                                                                        | 3701     |
| 147 | Укупно пописаних домаћинства                                                                     | 19630    |
| 148 | Пописна домаћинства на челу са мушкарцима                                                        | 15891    |
| 149 | Пописна домаћинства на челу са женама                                                            | 3739     |
| 150 | Становништво у пописним домаћинствима                                                            | 82990    |
| 151 | Становништво у пописним домаћинствима на челу са мушкарцима                                      | 69735    |
| 152 | Становништво у пописним домаћинствима на челу са женама                                          | 13255    |
| 153 | Укупно домаћинстава                                                                              | 21664    |
| 154 | Укупно насељених домаћинстава                                                                    | 19736    |
| 155 | Укупно приватних кућа                                                                            | 21558    |
| 156 | Насељени приватни домови                                                                         | 19630    |
| 157 | Укупно насељених приватних кућа                                                                  | 19735    |
| 158 | Ненасељене приватне куће                                                                         | 1602     |
| 159 | Појединачна домаћинства за привремену употребу                                                   | 326      |
| 160 | Становници у насељеним приватним кућама                                                          | 82990    |
| 161 | Насељеност станара у приватним становима                                                         | 4.23     |
| 162 | Просечно становника по соби у приватним насељеним домаћинствима                                  | 1.19     |
| 163 | Појединачна домаћинства са подовима од различитих материјала од земље                            | 18260    |
| 164 | Појединачна домаћинства у приземљу                                                               | 1262     |
| 165 | Појединачна домаћинства са једном спаваћом собом                                                 | 7024     |
| 166 | Појединачна домаћинства са две спаваће собе и више                                               | 12539    |
| 167 | Појединачна домаћинства са једним собом                                                          | 1929     |
| 168 | Појединачна домаћинства са две собе                                                              | 2513     |
| 169 | Појединачна домаћинства са 3 собе и више                                                         | 15114    |
| 170 | Појединачна домаћинства која имају електрично светло                                             | 19370    |
| 171 | Појединачна домаћинства која немају електрично светло                                            | 210      |
| 172 | Појединачна домаћинства која имају водоводну воду у стамбеном простору                           | 16118    |
| 173 | Појединачна домаћинства која немају водоводну воду у стамбеном простору                          | 3440     |
| 174 | Појединачна домаћинства која имају тоалет                                                        | 18548    |
| 175 | Појединачна домаћинства која имају канализацију                                                  | 18550    |
| 176 | Појединачна домаћинства која немају канализацију                                                 | 951      |
| 177 | Појединачна домаћинства која имају електрично светло, довод воде из јавне мреже и канализацију   | 15424    |
| 178 | Појединачна домаћинства без икаквих услова                                                       | 584      |
| 179 | Појединачна домаћинства која имају радио                                                         | 13246    |
| 180 | Појединачна домаћинства која имају телевизор                                                     | 17733    |
| 181 | Појединачна домаћинства која имају фрижидер                                                      | 16233    |
| 182 | Појединачна домаћинства која имају машину за веш                                                 | 13439    |
| 183 | Појединачна домаћинства која имају аутомобил или комби                                           | 4527     |
| 184 | Појединачна домаћинства која имају рачунар                                                       | 2879     |
| 185 | Појединачна домаћинства која имају фиксну телефонску линију                                      | 2685     |
| 186 | Појединачна домаћинства која имају мобилни телефон                                               | 10612    |
| 187 | Појединачна домаћинства која имају приступ интернету                                             | 1024     |